# John Bertrand (regatista, 1946)
John Edwin Bertrand (Melbourne, 20 de diciembre de 1946) es un deportista australiano que compitió en vela en la clase Finn.
Participó en dos Juegos Olímpicos de Verano en los años 1972 y 1976, obteniendo una medalla de bronce en Montreal 1976 en la clase Finn. Ganó dos medallas en el Campeonato Mundial de Finn, plata en 1972 y bronce en 1976.

## Palmarés internacional
| Juegos Olímpicos   | Juegos Olímpicos     | Juegos Olímpicos  | Juegos Olímpicos |
| Año                | Lugar                | Medalla           | Clase            |
| ------------------ | -------------------- | ----------------- | ---------------- |
| 1976               | Montreal (Canadá)    | Medalla de bronce | Finn             |
| Campeonato Mundial |                      |                   |                  |
| Año                | Lugar                | Medalla           | Clase            |
| 1972               | Anzio (Italia)       | Medalla de plata  | Finn             |
| 1976               | Brisbane (Australia) | Medalla de bronce | Finn             |